# Padenia bifasciatus
Padenia bifasciatus là một loài bướm đêm thuộc phân họ Arctiinae, họ Erebidae.